# Незакінчений урок
«Незакінчений урок» (інша назва: «Коли ми дорослішаємо») — радянський двосерійний телефільм 1980 року, знятий режисером Анатолієм Тютюнником на Одеській кіностудії.

## Сюжет
Телефільм за мотивами повісті М. Зелеранського «Коли ми дорослішаємо». Молодий вчитель фізкультури не лише захоплює учнів своїм предметом, а і є їм прикладом високої моральності та принциповості.

## У ролях
- Валерій Никифоров — Андрій Сергійович Леонов
- Альбіна Матвєєва — Анфіса Іллівна Панкратова
- Польських Галина ОлександрівнаГалина Польських — Катерина Миколаївна Малькова
- Ірина Юревич — Ліза Брагіна
- Сергій Бистрицький — Федя
- Юрій Богомолов — Ігор Журавков
- Тетяна Нікітіна — Олена Павлівна
- Тамара Логінова — Марія Федосіївна
- Геннадій Коротков — Герасим Петрович, вітчим
- Валентина Івашова — вчителька
- В. Запуніді — вчитель фізики
- Юрій Мажуга — Володимир Іванович Журавков
- Лев Перфілов — вчитель фізкультури, звільнений
- Ю. Воронкіна — епізод
- Є. Калінін — епізод
- М. Кудряшов — епізод
- І. Соколова — епізод
- Максим Глотов — Вітька

## Знімальна група
- Режисер — Анатолій Тютюнник
- Сценарист — Віктор Гераскін
- Оператори — Євген Козинський, Федір Сільченко
- Композитор — Євген Стіхін
- Художник — Наталія Ієвлєва